# Mosgowiza-Gletscher
Der Mosgowiza-Gletscher (bulgarisch ледник Мозговица lednik Mosgowiza) ist ein 10 km langer und 2,5 km breiter Gletscher im Norden der westantarktischen Alexander-I.-Insel. Von der Nordwestseite der Rouen Mountains fließt er nordnordwestlich des Frachat-Gletschers und nordnordöstlich des Russian Gap in nordwestlicher Richtung zwischen den Senouque Spurs zum Bongrain-Piedmont-Gletscher.
Britische Wissenschaftler kartierten ihn 1971. Die bulgarischen Geologen Christo Pimperew und Borislaw Kamenow besuchten die Umgebung des Gletschers am 6. Januar 1988 gemeinsam mit Philip Nell und Peter Marquis vom British Antarctic Survey. Die bulgarische Kommission für Antarktische Geographische Namen benannte ihn 2017 nach dem Fluss Mosgowiza im bulgarischen Piringebirge.